# L'Homme le plus dangereux du monde
Pour plus de détails, voir Fiche technique et Distribution.
L'Homme le plus dangereux du monde (The Chairman) est un film d'espionnage américain réalisé par J. Lee Thompson, sorti en 1969, avec Gregory Peck.

## Synopsis
Le docteur John Hathaway, prix Nobel, est envoyé en Chine communiste par les services secrets américains pour obtenir auprès de son ami Soon Li, un savant chinois, la formule chimique d'un enzyme révolutionnaire permettant la culture agricole dans n'importe quelle terre aride du globe. Pour mener à bien sa mission, Hathaway s'est laissé implanter sous le crâne un minuscule émetteur qui lui permet de rester en permanence en contact avec ses supérieurs aux États-Unis. Ce qu'on lui a caché, c'est que le petit récepteur est également pourvu d'un mécanisme pouvant le tuer à distance en cas d'arrestation par les Chinois. Après avoir pénétré en Chine avec l'aide du chef de la sécurité chinoise, il se retrouve en tête à tête avec le président Mao, avec qui il discute de ses conceptions politiques. Hathaway, Soon Li et sa fille Soong Chu travaillent à l'amélioration de la formule. Mais les gardes rouges s'en prennent au savant chinois qu'ils accusent de tiédeur face à la révolution culturelle.
Battu, Soong li se suicide et Hathaway s'enfuit avec le petit carnet où sont consignées les découvertes. Protégé par les blindés russes à la frontière russo-chinoise, l'Américain parvient à sauver sa peau. Mais après s'être emparé de la formule permettant de vaincre à tout jamais la famine, le gouvernement américain décide de garder le secret.

## Fiche technique
- Titre original : The Chairman
- Titre français : L'Homme le plus dangereux du monde
- Réalisation : J. Lee Thompson
- Scénariste : Ben Maddow, d'après le roman "The Chairman" de Jay Richard Kennedy
- Direction artistique : Peter Mullins
- Costumes : Anna Duse
- Photographie : John Wilcox, Ted Moore
- Son : Dudley Messenger
- Musique : Jerry Goldsmith
- Montage : Richard Best
- Production : Arthur P. Jacobs, Mort Abrahams
- Production associée : Joseph Lenzi
- Société de production : 20th Century Fox, APJAC Productions
- Distribution : 20th Century Fox
- Pays d'origine :  États-Unis
- Langue originale : anglais
- Format : couleur (De Luxe) — 35 mm — 2,35:1 — son Mono
- Durée : 93 minutes
- Sortie : 
  -  États-Unis : 25 juin 1969
  -  France : 12 septembre 1969
- Affiche : Raymond Elseviers (Belgique)

## Distribution
- Gregory Peck (VF : Georges Aminel) : John Hathaway
- Anne Heywood : Kay Hanna
- Arthur Hill (VF : Roland Ménard) : Marshal Shelby
- Alan Dobie (VF : Jacques Thébault) : Commandant Benson
- Keye Luke : Professeur Soon Li
- Ori Levy (VF : Jean-Louis Maury) : Shertov
- Conrad Yama (VF : René Bériard) : "le Président" [1]
- Zienia Merton (VF : Arlette Thomas) : Ting Ling
- Eric Young (VF : Philippe Ogouz) : Yin
- Burt Kwouk (VF : Jean-Pierre Leroux) : Chang Shou
- Francesca Tu (VF : Ginette Pigeon) : Soong Chu
- Simon Cain (VF : Jean Berger) : un Capitaine

## Autour du film
- Produit en 1969, à l'apogée de la rupture sino-soviétique, quand certains politologues pensaient imminente la guerre entre l'Union Soviétique et la Chine, le film fait état d'une alliance de fait entre les États-Unis et l'URSS contre la Chine.